# ISO 3166-2:GY
ISO 3166-2:GY è uno standard ISO che definisce i codici geografici delle suddivisioni della Guyana; è un sottogruppo dello standard ISO 3166-2.
I codici sono assegnati alle 10 regioni, e sono formati da GY- (sigla ISO 3166-1 alpha-2 dello Stato), seguito da due lettere.

## Codici
| Codice | Regione                              |
| ------ | ------------------------------------ |
| GY-BA  | Barima-Waini                         |
| GY-CU  | Cuyuni-Mazaruni                      |
| GY-DE  | Demerara-Mahaica                     |
| GY-EB  | Berbice Orientale-Corentyne          |
| GY-ES  | Isole Essequibo-Demerara Occidentale |
| GY-MA  | Mahaica-Berbice                      |
| GY-PM  | Pomeroon-Supenaam                    |
| GY-PT  | Potaro-Siparuni                      |
| GY-UD  | Alto Demerara-Berbice                |
| GY-UT  | Alto Takutu-Alto Essequibo           |